# Broadview Heights
Broadview Heights is een plaats (city) in de Amerikaanse staat Ohio, en valt bestuurlijk gezien onder Cuyahoga County.

## Demografie
Bij de volkstelling in 2000 werd het aantal inwoners vastgesteld op 15.967.
In 2006 is het aantal inwoners door het United States Census Bureau geschat op 17.563, een stijging van 1596 (10,0%).

## Geografie
Volgens het United States Census Bureau beslaat de plaats een oppervlakte van
33,8 km², geheel bestaande uit land. Broadview Heights ligt op ongeveer 366 m boven zeeniveau.

## Plaatsen in de nabije omgeving
De onderstaande figuur toont nabijgelegen plaatsen in een straal van 12 km rond Broadview Heights.